# Annaheim (Saskatchewan)
Annaheim es un pueblo canadiense situado en la provincia de Saskatchewan.

## Superficie
Annaheim tiene una superficie de 0,7 km².

## Demografía
En 2021, tenía 206 habitantes, una densidad poblacional de 292,5 hab./km², y 95 viviendas.